# Універсідад Католіка
«Універсіда́д Като́ліка» (ісп. Club Deportivo Universidad Católica) — чилійський футбольний клуб із Сантьяго. Заснований 21 квітня 1937 року.

## Досягнення
- Чемпіон Чилі (16): 1949, 1954, 1961, 1966, 1984, 1987, 1997 А, 2002 А, 2005 К, 2010, 2016 K, 2016 A, 2018, 2019, 2020, 2021
- Володар Кубка Чилі (4): 1983, 1991, 1995, 2011
- Володар Суперкубка Чилі (4): 2016, 2019, 2020, 2021
- Володар Кубка Республіки[es]: 1983
- Володар Міжамериканського кубка: 1994